# 达洛尼加铸币局

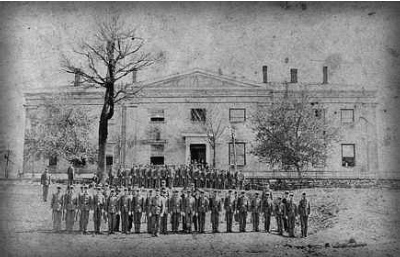
1877年至1878年時，北喬治亞大學學生在达洛尼加铸币局前面步操。

34°31′48″N 83°59′14″W / 34.5299°N 83.9871°W达洛尼加铸币局（英語：Dahlonega Mint）是美國鑄幣局一間鑄幣機構。當時在美國喬治亞州淘金熱潮時為幫助淘金者化驗及鑄幣所興建，而不需要前往費城鑄幣局。它位於喬治亞州的達洛尼加(34°31.8′N 83°59.2′W )，在該局所鑄造的錢幣鑄造有「D」作為標記，該標記已轉由在數年後由於該局關閉而開啟的丹佛鑄幣局使用。达洛尼加铸币局所有鑄造的金幣和硬幣在1836至1861期間。

## 出現
在3月2日，美國國會通過1835年鑄幣法案（Mint Act of 1835），在新奧爾良建立一間分支處理金、銀的鑄幣，亦在北卡羅萊納州的夏洛特和喬治亞州的蘭普金郡設立只鑄造金幣的分部。
伊格內修斯很少（Ignatius Alphonso Few）任命了一位專員於1835年八月在南达洛尼加以$1,050購買十英畂的土地，聘請了一位來自本傑明城鎮的建築師，他以$33,450中標在十八個月內建造鑄幣廠。鑄幣設備在1837年安裝包括切割機，飛輪，繪圖框架，曲軸，壓印機，退火機。設備能在一分鐘內鑄造50至60枚金幣。
在1838年2月，鑄幣廠由辛格爾頓約瑟夫博士開幕，在首週已有約千盎司黃金，首枚金幣在同年四月十七日鑄造。

## 生產

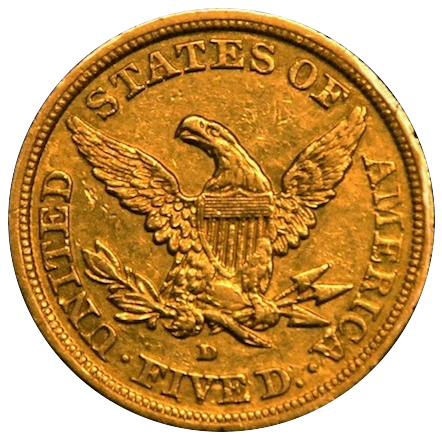
一枚1843年在达洛尼加鑄造的半鷹金幣

鑄幣廠在1838年至1861年期間每年都會生產金幣，面值包括$1.00、$2.5（全鷹）、$3.00（1854年）和$5.00（半鷹）。

## 內戰
當美國內戰在1861年爆發，达洛尼加铸币局被美利堅聯盟國管理。部份金幣和半鷹幣為美利堅聯盟國的支局鑄造，但至今有關「1861-D」確實數字不明，目前有1,597枚「1861-D（半鷹）」 幣，因為它們為相對較低的發行量，導致达洛尼加所鑄造的金幣比較罕見。普遍估計有超過$6百萬美元金幣為达洛尼加铸币局所鑄造。

## 內戰後
在美國內戰後，美國政府計劃將达洛尼加鑄幣廠重啟作為鑄幣用途。在1873年，鑄幣廠在北喬治亞大學成立後關閉，建築作為教學及管理大樓直至1878年12月大火摧毀原有建築。新建築在原址上建造，現時名為Price Memorial Hall以紀錄該校的成立者，大樓直至現時仍在使用。

## 局長
达洛尼加鑄幣廠一共有六名所長。
- Joseph Singleton, 1838–1841
- Paul Rossignol, 1841–1843
- James Fairlie Cooper, 1843–1849
- Anderson Redding, 1849–1853
- Julius Patton, 1853–1860
- George Kellogg, 1860–1861

## 外部連結
维基共享资源上的相關多媒體資源：达洛尼加铸币局
- U.S. Mint （页面存档备份，存于）